# Campeonato Catarinense de Futebol de 2016 - Série C
A Série C do Campeonato Catarinense de Futebol de 2016 foi a 13ª edição da Terceirona do Catarinense. Este é o terceiro ano que a competição passou a ser chamada de Série C, que antes era conhecida como Divisão de Acesso.

## Equipes Participantes
| Equipe         | Município   | Em 2015 | Estádio                 | Capacidade | Títulos |
| -------------- | ----------- | ------- | ----------------------- | ---------- | ------- |
| Curitibanos    | Paulo Lopes | 6º      | Antonio Amadeu Moisés   | 1.000      | ---     |
| Fluminense     | Joinville   | 5º      | Caldeirão do Itaum      | 1.582      | ---     |
| Imbituba       | Imbituba    | ---     | Emília Mendes Rodrigues | 3.000      | ---     |
| Itajaí         | Itajaí      | ---     | Hercílio Luz            | 6.010      | ---     |
| Maga           | Indaial     | 7º      | Botafogo                | 1.000      | ---     |
| Santa Catarina | Imbituba    | 4º      | Emília Mendes Rodrigues | 3.000      | ---     |

- O Santa Catarina e um time que representa sua cidade Rio do Sul, mais mandou os seus jogos em Imbituba.

## Regulamento
Na edição de 2016, a Série C foi uma competição sub-23, para atletas até 23 anos. Porém, cada clube pode inscrever até 3 jogadores com idade superior.
O campeonato foi disputado em turno e returno. As duas melhores equipes classificadas foram as finalistas do campeonato. Apenas o campeão subirá para a Série B.
A competição é disputada em até três fases: turno, returno e finais. Caso a mesma equipe seja a campeã do turno e do returno, será considerado o campeão do campeonato, tendo vaga garantida na Série B de 2016 e a 3ª Etapa (finais) não será realizada.

### Turno
A 1ª Fase – turno as 6 (seis) equipes jogarão todas entre si, os jogos de ida, conforme tabela elaborada pelo Departamento de Competições da FCF, com contagem corrida de pontos ganhos, classificando-se para a 3 ª Fase – finais, apenas a primeira colocada.

### Returno
A 2ª Fase – returno, também será disputada pelas 6 (seis) associações, que jogarão todas entre si, somente em jogos de volta, invertendo apenas o mando de campo dos jogos da 1ª Fase – turno, conforme tabela elaborada pelo Departamento de Competições da FCF, com contagem corrida de pontos ganhos, classificando-se para a 3 ª Fase apenas a primeira colocada.

### Finais
A final é disputada pelas associações que se sagrarem campeãs das 1ª e 2ª Fases (turno e returno), que jogarão entre si, dois jogos de ida e volta, sendo mandante do jogo de volta (segunda partida) a associação que obtiver o maior número de pontos ganhos na soma das 1ª e 2ª Fases (turno e returno). 

### Critérios de desempate
Ao término da Primeira Fase (Inicial) do turno e returno, caso duas ou mais equipes terminem empatadas em número de pontos ganhos, o critério de desempate será estabelecido pelos índices técnicos abaixo mencionados na seguinte ordem:
- Maior número de vitórias;
- Maior saldo de gols;
- Maior número de gols pró;
- Confronto direto, somente no caso de empate entre duas equipes;
- Menor número de cartões vermelhos recebidos;
- Menor número de cartões amarelos recebidos;
- Sorteio.[3]

## Turno
*O Santa Catarina foi eliminado da competição após dois W.O's . 
|  | Classificado à final do campeonato. |

## Returno
*O Fluminense e o Curitibanos perderam por decisão do TJD/SC, respectivamente, 4 e 3 pontos. 
|  | Classificado à final do campeonato. |

## Classificação geral
|  | Decide a final em casa |

## Final
Jogo de Ida
| 20 de agosto de 2016 | Itajaí | 6 - 2 | Fluminense                                     | Camilo Mussi, Itajaí |
| 15:00 (-3)           | Ederson Camilo 1' 50' · Anderson da Veiga 40' · Matheus Silva 45+1' · Jean Palmeira 70' · João Lucas de Souza 89' |       | Cassiano Santana 42' · Adeilton da Silva 90+3' | Público: 46 pagantes |

Jogo de Volta
| 28 de agosto de 2016 | Fluminense                                                    | 3 - 1 | Itajaí           | Caldeirão do Itaum, Joinville |
| 14:30 (-3)           | Jean Junior 47' · Maykson Rocha 81' · Adeilton da Silva 90+2' |       | Jean Palmeira 8' | Público: 224 pagantes         |